# Leea heterodoxa
Leea heterodoxa är en vinväxtart som beskrevs av K. Schum. & Lauterb.. Leea heterodoxa ingår i släktet Leea och familjen vinväxter. Inga underarter finns listade i Catalogue of Life.